# Domingo Forcadell
Domingo Forcadell y Michavila (Ulldecona, 1798 - 1866) fue un militar carlista español.

## Biografía

### Guerra Realista
A mediados de 1822 fue reducido a prisión por considerársele desafecto al Gobierno constitucional; pero aquella misma noche tuvo lugar el alzamiento realista de Ulldecona, a cuyo frente se puso el brigadier Ramón Chambó, quien empezó por poner en libertad a Forcadell, y emprendió la guerra en el Maestrazgo llegando a aumentar sus fuerzas de tal modo que, después de alcanzar algunas victorias de importancia, consiguió entrar triunfante en la entonces plaza fuerte de Tortosa, el día 13 de junio del año siguiente, para entonces ya era ya capitán de Granaderos Forcadell, quien se hizo notable por el arrojo y serenidad con que se portó en la acción de Brihuega, y cuando fue derrocado, al fin, el Gobierno constitucional, se retiró a vivir en Ulldecona honrando su pecho con el Escudo de Fidelidad Militar.

### Primera guerra carlista
A la muerte de Fernando VII fue el capitán Forcadell uno de los primeros oficiales realistas que se pusieron a las órdenes del brigadier Barón de Hervés al proclamar éste a Carlos María Isidro en la plaza de Morella. Forcadell se batió en la acción de Calanda; levantó después una partida de 400 hombres (casi todos hijos de Ulldecona) y se dio desde luego a conocer como jefe de valor, inteligencia y prestigio, ganando en breve los galones de Coronel, y distinguiéndose principalmente en el combate del barranco de Vallibona (en el que se apoderó de un convoy del enemigo e hizo cincuenta prisioneros), en las victorias de Mosqueruela, Chert, Prat de Compte y Yesa, en la rendición de Zorita, en la entrada de Segorbe, en la derrota del brigadier liberal Decreff en San Mateo, y en el ataque y toma de Rubielos, Alcañar y Molina de Aragón.
Los principales hechos de armas a que asistió el coronel Forcadell durante el año 1836 fueron: el ataque a Amposta, la acción perdida por el brigadier isabelino Añón en Salvacañete, la derrota del coronel liberal Iriarte en las inmediaciones de la ermita de la Virgen de la Piedad (del término de Ulldecona), la victoria obtenida en Chert sobre el entonces brigadier Borso di Carminati, y la expedición que hizo Forcadell a Rincón de Soto para salvar al general Cabrera cuando éste tuvo que ocultarse herido en dicho punto.
Por los citados hechos de guerra, se concedió el entorchado de Brigadier y la Comandancia General carlista del Turia a Domingo Forcadell, quien en 1837 se distinguió en la victoria carlista de Buñol, o de Siete Aguas, en la derrota del brigadier liberal Crehuet en las Cabrillas, en la del general Borso di Carminati en Cherta, cuando pasó el Ebro la expedición de Don Carlos, por quien fue agraciado con la Cruz de 3.ª clase de la Real y Militar Orden de San Fernando, y luego, mientras el general Cabrera siguió con la expedición ya citada, el brigadier Forcadell se quedó en el Maestrazgo, con el cargo de comandante general interino de Aragón, Valencia y Murcia.
En marzo de 1838 el Brigadier Forcadell realizó, al frente de tres batallones y un escuadrón, su célebre expedición al antiguo reino de Murcia, entrando, entre otros puntos importantes, en Orihuela, Elche y Almansa; sostuvo el ventajoso combate de Albanilla, y aunque el de Chulilla le fue desfavorable, no por ello dejó de ser muy fructífera dicha expedición, pues con ella aumentaron los carlistas su número, se proporcionaron armas, caballos, dinero y efectos varios en abundancia, y adquirieron gran prestigio, así como Forcadell, que obtuvo como recompensa de su arrojo y pericia la Gran Cruz de la Real y Americana Orden de Isabel la Católica.
Asistió también en 1838, el brigadier Forcadell, al sitio de Lucena, al combate de Chiva, a la derrota del brigadier liberal Amor en Azuébar y a las operaciones del sitio de Morella.
En el año de 1839 fue ascendido Domingo Forcadell al empleo de mariscal de campo por el mérito que contrajo en la invasión de Jérica, en la correría que hizo por las riberas del Júcar y del Guadalaviar y en las incursiones que realizó por la cuenca del Mijares, siendo de los jefes que más contribuyeron a que desde la ribera del Ebro hasta la del Tajo, y desde las sierras que miran a Madrid hasta el Mediterráneo, no hubiese comarca alguna que no fuese teatro de combates, más o menos importantes, y que no resultase dominada, más o menos directamente, por las armas carlistas.
El general Forcadell asistió, a las órdenes del general Cabrera, al ataque y toma de Carboneras, en cuya sangrienta jornada se apoderaron los carlistas de 2000 hombres y 150 caballos; sostuvo después una acción ventajosa entre Bordón y Las Parras; mandó interinamente el Ejército carlista del Centro cuando estuvo gravemente enfermo el general Cabrera, a cuyo lado se batió más tarde en la acción de La Cenia, y después de ser vencido en Bojar por el general Zurbano, acompañó al general Cabrera en su retirada a Cataluña, en las operaciones del Principado y, finalmente, en la entrada en Francia.

### Guerra de los Matiners
Emigrado vivió el general Forcadell hasta 1848, en cuyo año entró nuevamente en campaña (guerra de los matiners) por Cataluña, sostuvo una ventajosa acción en Bagá, pasó el Ebro para organizar la guerra en el Maestrazgo; pero fue batido en Pinell y Vallmoll, se dispersó la fuerza que le acompañaba, tuvo él que ocultarse por varios meses en una montaña próxima a Tortosa, y por último tuvo que emigrar de nuevo a Francia.
Después de vivir muchos años en el extranjero, volvió al fin a España el general Forcadell, y fijó su residencia en su villa natal, Ulldecona, en la que falleció en 1866, siendo de notar que al pasar los últimos años de su vida en la misma región en que había hecho la guerra, de nadie recibió nunca la más leve queja ni el menor insulto o desdén: por el contrario, hasta sus enemigos políticos le trataron siempre con singular consideración, respetándole como a leal caballero.